# Nicolae de Modrussa
Niccolo de Modrussa sau Nicolae de Modruš (în croată Nikola Modruški/Kotarski; n. 1425, Kotor, comuna Kotor, Muntenegru – d. 29 mai 1480, Roma, Statele Papale) a fost un episcop și intelectual croat care, după ce s-a ridicat din rândurile ecleziastice din Croația și Ungaria, și-a petrecut cea mai mare parte a carierei sale în Statele Papale. În timpul vieții sale a fost autorul a cel puțin opt lucrări pe diferite teme. Cu toate că inițial a dorit să-și stabilească un renume ca teolog și filozof, el a fost mai târziu interesat de retorica umanistă și de istoriografie. În 1478/1479, a scris un tratat în apărarea alfabetului glagolitic pe care l-a trimis de la Roma la episcopatul de Modruš. Acesta este considerat primul tratat polemic din istoria literaturii croate și a fost scris în glagolitică. A murit în 1480 și a fost înmormântat în biserica Bazilicii Santa Maria del Popolo din Roma.

## Lucrări scrise
- Dialogus de mortalium felicitate (1464)
- De titulis et auctoribus Psalmorum (1465)
- De consolatione (1466)
- De bellis Gothorum (1474) - cu informații despre Vlad Țepeș
- De humilitate
- Defensio ecclesiasticae libertatis (1479)